# 민병덕 (1970년)
민병덕(閔炳德, 1970년 12월 20일~)은 대한민국의 정치인, 법조인이다. 대한민국 제21·22대 국회의원이다.

## 생애

### 유년 시절
민병덕은 1970년 전라남도 해남군 해남읍 연동리에서 2남 2녀의 막내로 태어났다.

### 대학 시절
1990년 목표로 하던 서울대학교 정치학과를 입학하였지만, 그 해 5월 17일 공안정국 규탄시위를 주도한 혐의로 전경들(당시 백골단)에게 체포·구속되었다. 1990년 7월 26일 징역 6개월, 집행유예 1년을 선고받고 출소했다(목차-전과 참고). 하지만 민병덕은 멈추지 않고 서울대 공안정국 규탄 단식투쟁과 민주화를 위한 학내 투쟁, 철거촌 투쟁, 노점상 투쟁 등 빈학연대활동을 주도했다.

### 변호사 시절
2008년 광우병 촛불집회 과정에서 불합리한 처우를 당했던 시민들을 지키기 위해 2년여간 법정에 서서 촛불집회 관련 최다 변론을 기록, 촛불 변호사로 불리게 되었다. 또한 2011년 이마트 냉동창고에서 사망한 황승원의 유족을 대리하며 힘없는 시민들과 함께 했다.
민주 사회를 위한 변호사 모임의 민생경제위원회와 복지 TF에서 특히 주거복지 분야에 집중해 활동, 원주민 재정착률을 높이기 위한 도시및주거환경정비법, 주택임대차보호법 개정작업, 용산 사태 재발방지를 위한 상가건물임대차보호법 개정 작업, 강제퇴거금지법 제정 운동을 펼침. 기타 서민의 민생문제 해결을 위한 신용카드 수수료 인하를 골자로 하는 여신전문금융업법, 통합도산법, 이자제한법, 경비업법 개정안과 금산법 개정반대 운동을 했다. 또한 서울시 도시주택분과 정책자문위원으로서 99%의 목소리를 담는 다양한 주거복지, 살기 좋은 아파트 등을 모색하였다.

### 박원순 희망캠프 시절
2011년 민병덕은 박원순 서울시장 후보의 법률지원단장으로 활동하였으며 서울시장 경선 단일화 룰 협상에서 희망캠프 협상대표단으로 나가, 공정한 표본추출이 가능한 RDD방식 채택, 유권자 비율에 맞춘 선거인단 선정 등 시민의 의견이 정확히 반영된 경선구조를 이끌어냈으며, 이후 본선에서는 무지개 연합의 일원으로 선거법, 네거티브 공세 등에 철저한 대응을 하여 강용석 의원 등을 고발했고 이에 박원순 후보는 범야권 단일후보가 되어 당선되었다.

### 국회의원
더불어민주당 공천선거에서 6선 국회의원 이석현을 꺾고 안양시 동안구갑 공천을 받았다. 이후 총선에서 미래통합당 임호영을 물리치고 21대 국회의원에 당선되었다.

## 학력
- 1983년 해남동국민학교 졸업
- 1986년 해남중학교 졸업
- 1989년 광주 서강고등학교 졸업
- 1995년 서울대학교 사회과학대학 정치학 학사

## 경력
- 2002년: 제44회 사법시험 합격
- 2005년: 제34기 사법연수원 수료
- 민주사회를 위한 변호사모임 정치개혁위원회 공동위원장
- 2011년 10월: 2011년 하반기 재보궐선거 무소속 박원순 서울특별시장 후보 선거대책위원회 법률지원단장
- 안양민생경제발전소장
- 법무법인 민본 대표변호사
- 2012년 2월~2012년 3월: 대한민국 제19대 국회의원 선거 경기 안양시 동안구 갑 민주통합당 국회의원 예비후보
- 2013년 5월~2014년 3월: 민주당 국민통합위원회 부위원장
- 2016년 2월~2016년 3월: 대한민국 제20대 국회의원 선거 경기 안양시 동안구 갑 더불어민주당 국회의원 예비후보
- 2018년 7월: 경기 안양시의회 고문변호사
- 2018년 9월: 서울특별시의회 입법법률고문
- 2019년 1월~2020년 8월: 더불어민주당 을지로위원회 부위원장
- 2019년 1월~2020년 8월: 더불어민주당 국민통합위원회 부위원장
- 2019년 2월~: 국토교통과학기술진흥원 감사
- 2019년 10월~2022년 5월: 대통령직속 국가균형발전위원회 국민소통특별위원
- 더불어민주당 정책위원회 부의장
- 2020년 4월 15일: 대한민국 제21대 국회의원 선거 당선(경기 안양시 동안구 갑, 더불어민주당, 초선)
- 2020년 5월~: 더불어민주당 경기도당 안양시 동안구 갑 지역위원회 위원장
- 2020년 8월~2022년 8월: 더불어민주당 경기도당 수석대변인
- 2020년 9월~2021년 1월: 더불어민주당 중앙당 선거관리위원회 위원
- 2021년 4월~2022년 3월: 더불어민주당 원내부대표
- 2021년 5월~2021년 11월: 더불어민주당 제2사무부총장(조직)
- 2022년 9월~: 더불어민주당 국민안전재난재해대책위원회 간사
- 2022년 9월~2024년 10월: 더불어민주당 전국소상공인위원회 공동위원장
- 2022년 10월~2022년 4월: 더불어민주당 정책위원회 상임부의장
- 2022년 10월~: 더불어민주당 민영화저지공공성강화대책위원회 위원
- 2023년 2월~: 더불어민주당 기본사회위원회 본부장
- 2023년 4월~: 더불어민주당 경기도당 대일굴욕외교대책위원회 위원장
- 2023년 5월~2023년 9월: 더불어민주당 박광온 원내대표 비서실장
- 2023년 8월~2025년 3월: 더불어민주당 경기도당 기본사회위원회 위원장
- 2024년 4월~2024년 8월: 더불어민주당 정책위원회 수석부의장
- 2024년 4월 10일: 대한민국 제22대 국회의원 선거 당선(경기 안양시 동안구 갑, 더불어민주당, 재선)
- 2024년 10월~: 더불어민주당 을지키는민생실천위원회 위원장

### 의정 활동
- 2020년 5월 30일~2024년 5월 29일: 제21대 국회의원(경기 안양시 동안구 갑, 더불어민주당, 초선)
  - 2020년 6월~2022년 5월: 제21대 국회 전반기 정무위원회 위원
  - 2021년 4월~2021년 5월: 제21대 국회 국무총리(김부겸) 임명동의에 관한 인사청문특별위원회 위원
  - 2021년 4월~2021년 6월: 제21대 국회 전반기 국회운영위원회 위원
  - 2020년 6월~2021년 5월: 제21대 국회 전반기 산업통상자원중소벤처기업위원회 위원
  - 2022년 7월~2024년 5월: 제21대 국회 후반기 정무위원회 위원
  - 2022년 7월~2023년 5월: 제21대 국회 후반기 예산결산특별위원회 위원
  - 2023년 7월~2023년 10월: 제21대 국회 후반기 국회운영위원회 위원
- 2024년 5월 30일~: 제22대 국회의원(경기 안양시 동안구 갑, 더불어민주당, 재선)
  - 2024년 6월~: 제22대 국회 전반기 정무위원회 위원
  - 2024년 12월~2024년 12월: 제22대 국회 헌법재판소 재판관(마은혁·정계선·조한창) 선출에 관한 인사청문 특별위원회 위원
  - 2024년 12월~2025년 2월: 제22대 국회 윤석열 정부의 비상계엄 선포를 통한 내란 혐의 진상규명 국정조사 특별위원회 위원

## 전과
- 집회및시위에관한법률위반, 화염병사용등의처벌에관한법률위반: 징역 6월, 집행유예 1년 - 1990년 7월 26일 선고[2]

## 역대 선거 결과
|  | 55.33% |

|  | 57.33% |

## 소속 정당
| 소속 정당 | 소속 정당      | 소속 기간 | 비고      |
| --------- | -------------- | --------- | --------- |
|           | 민주통합당     | 2012~2013 | 정계 입문 |
|           | 민주당         | 2013~2014 | 당명 변경 |
|           | 새정치민주연합 | 2014~2015 | 합당      |
|           | 더불어민주당   | 2015~현재 | 당명 변경 |

## 같이 보기
- 안양시 동안구 갑
- 안양시 동안구의 국회의원